# Kourra Félicité Owona Mfegue
 (mai 2025).
La mise en forme du texte ne suit pas les recommandations de Wikipédia : il faut le « wikifier ».
Les points d'amélioration suivants sont les cas les plus fréquents. Le détail des points à revoir est peut-être précisé sur la page de discussion.
- Les titres sont pré-formatés par le logiciel. Ils ne sont ni en capitales, ni en gras.
- Le texte ne doit pas être écrit en capitales (les noms de famille non plus), ni en gras, ni en italique, ni en « petit »…
- Le gras n'est utilisé que pour surligner le titre de l'article dans l'introduction, une seule fois.
- L'italique est rarement utilisé : mots en langue étrangère, titres d'œuvres, noms de bateaux, etc.
- Les citations ne sont pas en italique mais en corps de texte normal. Elles sont entourées par des guillemets français : « et ».
- Les listes à puces sont à éviter, des paragraphes rédigés étant largement préférés. Les tableaux sont à réserver à la présentation de données structurées (résultats, etc.).
- Les appels de note de bas de page (petits chiffres en exposant, introduits par l'outil «  Source ») sont à placer entre la fin de phrase et le point final[comme ça].
- Les liens internes (vers d'autres articles de Wikipédia) sont à choisir avec parcimonie. Créez des liens vers des articles approfondissant le sujet. Les termes génériques sans rapport avec le sujet sont à éviter, ainsi que les répétitions de liens vers un même terme.
- Les liens externes sont à placer uniquement dans une section « Liens externes », à la fin de l'article. Ces liens sont à choisir avec parcimonie suivant les règles définies. Si un lien sert de source à l'article, son insertion dans le texte est à faire par les notes de bas de page.
- La présentation des références doit suivre les conventions bibliographiques. Il est recommandé d'utiliser les modèles {{Ouvrage}}, {{Chapitre}}, {{Article}}, {{Lien web}} et/ou {{Bibliographie}}. Le mode d'édition visuel peut mettre en forme automatiquement les références.
- Insérer une infobox (cadre d'informations à droite) n'est pas obligatoire pour parachever la mise en page.

Pour une aide détaillée, merci de consulter Aide:Wikification.
Si vous pensez que ces points ont été résolus, vous pouvez retirer ce bandeau et améliorer la mise en forme d'un autre article.
Kourra Félicité Owona Mfegue, née le 6 novembre 1980 à Yaoundé, est une universitaire, avocate, experte internationale et autrice camerounaise. Elle est l’autrice de plusieurs ouvrages, dont Le différend frontalier Cameroun/Nigeria : apport de la décision de la Cour internationale de justice à l'exécution de ses décisions, En 2018, elle publie sous le nom de plume Inna.O son premier recueil de nouvelles intitulé Le Bal des salauds. Engagée dans les débats sociétaux, elle est régulièrement présentée comme une voix féministe au Cameroun. En 2019, elle publie une tribune sur cette thématique dans le quotidien Le Jour.

## Biographie

### Origines et enfance
Kourra Félicité Owona Mfegue est la fille du professeur Joseph Owona, professeur émérite et agrégé de droit public, spécialiste de droit constitutionnel, de droit administratif et de droit international, décédé le 6 janvier 2024, et de Woya Guindo, d’origine burkinabè-malienne, consule honoraire du Burkina Faso au Cameroun,,,.
Elle naît le 6 novembre 1980 à la polyclinique de Tsinga, à Yaoundé, au Cameroun. Longtemps fille unique au sein d’une fratrie de sept garçons, elle est surnommée par son père « fille-garçon » et familièrement appelée "Inna". Elle partage son enfance entre le Cameroun et la France, développant un attachement profond à son pays d’origine.
Son expérience familiale, notamment dans un contexte polygamique, et les inégalités observées par les femmes de son entourage nourrissent très tôt son engagement pour l’émancipation des femmes africaines. Ces thématiques occupent une place centrale dans ses écrits comme dans sa carrière professionnelle. Elle est mariée et mère de plusieurs enfants.

### Études
Kourra Félicité Owona Mfegue effectue sa scolarité secondaire au Cameroun, d'abord au collège catholique de la Retraite, puis au lycée français Fustel-de-Coulanges à Yaoundé. Elle poursuit ensuite ses études en France, au sein de l’internat dominicain du Cours Albert-le-Grand à Bordeaux, où elle obtient son baccalauréat.
Elle s’inscrit à l’Université Bordeaux-IV, où elle obtient une licence en droit, avant de rejoindre l’Université Paris-XII, où elle décroche une maîtrise en droit public des affaires ainsi qu’une maîtrise en droit en 2002-2003. Après une tentative au concours d'entrée à l’École nationale d’administration (ENA), interrompue à l’épreuve finale du grand oral, elle choisit de poursuivre son parcours universitaire.
Elle intègre alors un DEA en droit public des activités économiques à l’Université Paris-XII en 2004, puis un diplôme de troisième cycle en stratégie diplomatique au Centre d’études diplomatiques et stratégiques (CEDS) de Paris en 2005.
Elle prépare par la suite une thèse de doctorat en droit public à l’Université Paris-Nanterre, sous la direction du professeur Alain Pellet, ancien président de la Commission du droit international des Nations Unies et avocat de l’État du Cameroun dans le différend frontalier entre le Cameroun et le Nigeria. Sa thèse, intitulée L'arrêt de la Cour internationale de justice du 10 octobre 2002 relatif au différend frontalier Cameroun c. Nigeria : contribution à l'étude de l'exécution des décisions en matière territoriale, est soutenue le 14 octobre 2013.

En 2013, elle se spécialise en droit électoral et obtient le diplôme universitaire d’administrateur des élections à l’Université Panthéon-Assas (Paris II).

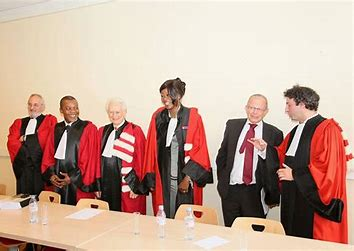
Kourra Félicité Owona Mfegue Soutenance

### Carrière universitaire et engagements internationaux

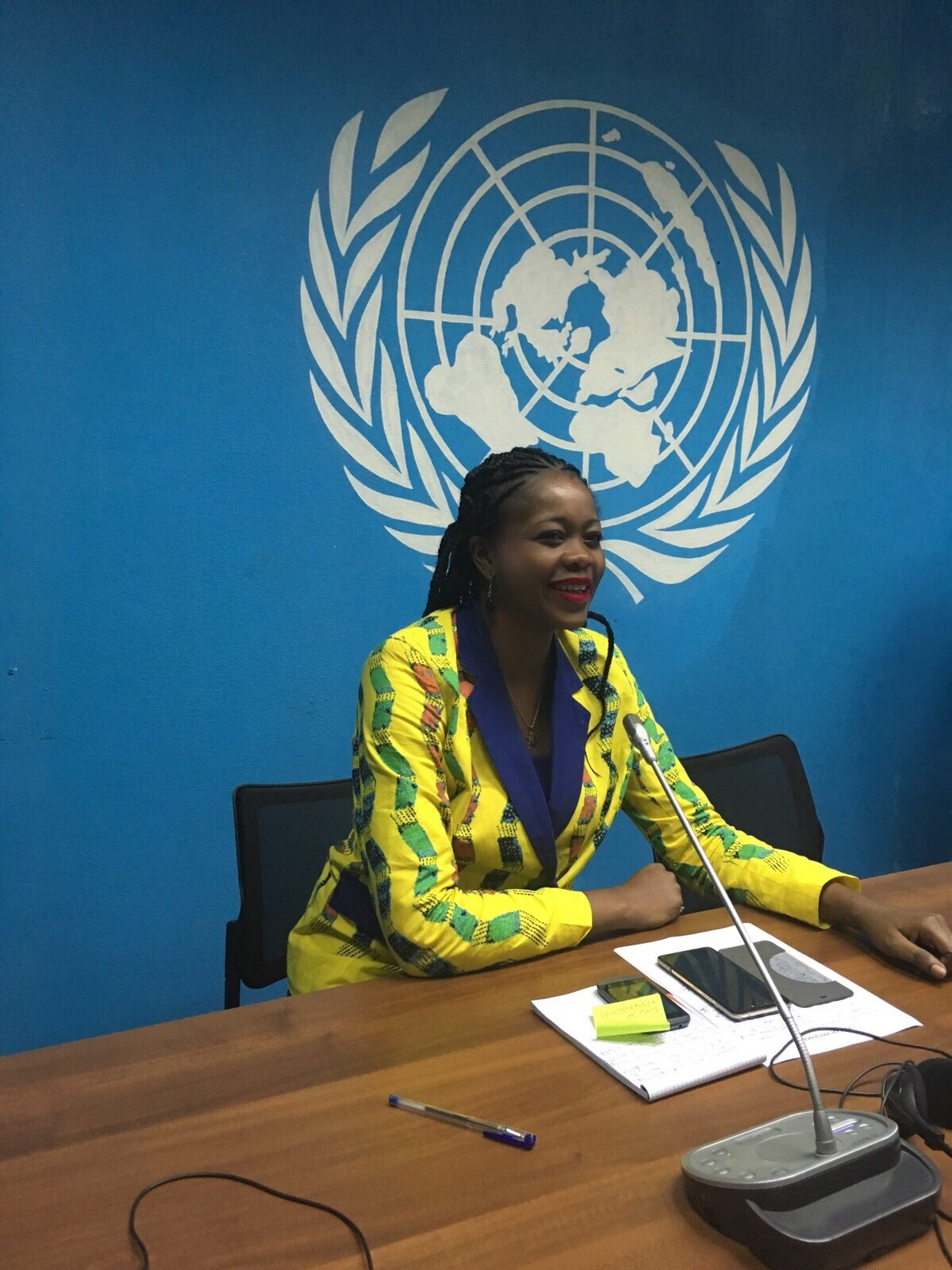
Kourra Félicité Owona Mfegue à l'ONU

Depuis 2008, elle est la première femme maîtresse de conférences à l’Institut des relations internationales du Cameroun (IRIC), où elle enseigne dans plusieurs masters, notamment en contentieux international, en coopération et développement humanitaire (en partenariat avec l’Université de Padoue), et en Francophonie (avec l’Université de Lyon). Elle intervient aussi pour la chaire ISESCO/FUMI et l’Université Senghor d’Alexandrie. 
Elle a été chargée de travaux dirigés à l’Université Paris-XII, enseignante invitée à l’Université de Bossasso (Somalie), à Hargeisa (Somaliland), et à Kwantlen Polytechnic University (Canada). Membre du CEDIN (Université Paris X)et de l’Académie africaine de la pratique du droit international, elle est aussi engagée dans la médiation et les processus électoraux pour l’Union africaine, l’OIF et l’ONU, notamment à Garowe (2012) et en Nouvelle-Calédonie (2017-2020).
En parallèle de sa carrière académique, elle s’illustre sur le plan international par son engagement en faveur de la paix et des processus électoraux. Médiatrice au sein du réseau FemWise-Africa, une initiative du Panel des sages de l’Union africaine intégrée au Global Alliance of Regional Women Mediators Networks, elle a pris part à de nombreuses missions d’observation électorale pour le compte de l’Union africaine, de l’Organisation internationale de la Francophonie (OIF) et des Nations Unies. En 2012, elle intervient notamment à Garowe (Somalie) dans le cadre d’une mission PNUD. De 2017 à 2020, elle exerce en tant que Personnalité Indépendante Qualifiée des Nations Unies en Nouvelle-Calédonie.
En 2022, elle est experte-personne ressource pour la MINUSCA dans le cadre de la révision du Code électoral de la République centrafricaine. Elle participe également à des travaux juridiques au Tribunal pénal international pour le Rwanda (TPIR) en 2009.
Avocate au barreau de Paris depuis 2018 ayant prête serment au barreau de Paris en 2018, aux côtés notamment du défunt bâtonnier Olivier Cousi, dont elle avait soutenu la campagne aux élections ordinales de 2016. , elle est aussi arbitre auprès du Comité national olympique et sportif du Cameroun. Elle occupe diverses fonctions scientifiques et administratives à l’IRIC, dont la coordination du département de droit international.
En 2021, elle devient la première femme à prononcer une leçon inaugurale à l’IRIC sur le thème : « COVID-19, une pandémie au prisme des relations internationales ». Elle est active dans la lutte contre le harcèlement sexuel en milieu universitaire et a participé à une concertation institutionnelle sur ce sujet en 2024.
Sa lecon inaugurale a Kinshasa (RDC) fut tres remarquee : « Les rayons et les ombres du pouvoir juridictionnel en Afrique francophone depuis le renouveau démocratique », decembre 2024 , Colloque international OIF sur le theme :  « Bilan de la contribution  de la justice au renforcement de la democratie en Afrique francophone ».

## Publications

### Ouvrages
- Kourra Félicité Owona Mfegue est l'autrice de plusieurs ouvrages dans le domaine du droit international, de la gouvernance électorale et des conflits armés. Elle a codirigé Le droit international et la lutte contre la traite des êtres humains en Afrique, publié chez L’Harmattan, un ouvrage collectif de 416 pages (EAN 9782336476889). Elle est également l’autrice de Le différend frontalier Cameroun/Nigeria : apport de la décision de la Cour internationale de justice à l'exécution de ses décisions, qui propose une analyse approfondie du rôle du droit international dans la résolution des conflits territoriaux[4]. En 2016, elle publie Droit de vote et participation politique des Camerounais de l’étranger chez La Doxa Éditions Kourra Félicité Owona Mfegue, Droit de vote et participation politique des Camerounais de l’étranger, France, La Doxa Éditions, 2016, 182 p. (ISBN 978-2917576915). En 2012, elle s'intéresse aux ressources naturelles dans les conflits armés avec Les ressources naturelles dans les conflits armés en RDC, également paru chez L’Harmattan. Kourra Félicité Owona Mfegue, Les ressources naturelles dans les conflits armés en RDC, Paris, Harmattan, novembre 2012, 246 p. (ISBN 978-2-336-00177-7, lire en ligne). En hommage à son père, elle coordonne en 2024 Le carnet d’hommages au Pr Joseph Owona.
- Son activité scientifique comprend également la publication de nombreux articles dans des revues à comité de lecture. Elle contribue notamment aux Mélanges en l'honneur du professeur Étienne Charles Lekene Donfack (2024) avec une étude sur la constitutionnalité des juridictions spéciales. Elle publie aussi dans Afrique et droit international humanitaire (2024) un article sur l'application du droit humanitaire par les opérations de paix, et dans Repenser les relations internationales à partir de l’Afrique (2024), une recension d’ouvrage sur le harcèlement sexuel en milieu universitaire.Elle publie également sur des sujets d’actualité, tels que Justice militaire et lutte contre le terrorisme au Cameroun (2022), ou Le droit et la diplomatie de la peur face au péril terroriste de Boko Haram, paru en 2019 dans la Revue africaine de droit et de science politique. Elle a aussi rédigé un article dans la Cameroonian Review of International Studies (2021), intitulé China’s Health Silk Road under the Prism of Covid-19, Advent of a New Sanitary Order?  Outre ses contributions juridiques et scientifiques, elle est également l’autrice de plusieurs œuvres littéraires publiées sous le nom de plume Inna.O. En 2018, elle publie Le Bal des salauds, suivi de Les Sulfureuses et de son plus récent roman, Le Leurre, paru en 2024 chez Schabel.
- Dans le cadre de sa Fondation Owona Mfegue crée en 2025,  dédiée à de nombreuses œuvres caritatives dont une assistance juridique offerte aux veuves,  elle a  organisé un Webinaire spécial en hommage au Professeur émérite Joseph Owona decede le 6 janvier 2025 via la plateforme Zoom qui a été très commenté.

Contributions académiques
Kourra Félicité Owona Mfegue a contribué à plusieurs ouvrages collectifs et revues scientifiques à comité de lecture dans le domaine du droit international, du droit humanitaire, de la gouvernance électorale et des relations internationales.
Elle publie en 2024 un article intitulé « La question de la constitutionnalité des juridictions spéciales : perspectives comparées des Hautes cours de justice et des tribunaux militaires en Afrique francophone », dans Mélanges en l'honneur du professeur Étienne Charles Lekene Donfack (tome 1, Paris, L’Harmattan, pp. 453–469). La même année, elle participe à l’ouvrage collectif Afrique et droit international humanitaire (Paris, Pedone), avec une contribution portant sur l'application du droit international humanitaire par les opérations de paix, Actes du colloque de Rennes 1er et 2 décembre 2022, Sous la direction de Guillaume Le Floch et Francesco Seatzu, Paris, Pedone, 9 mars 2024 , 390p.
Elle signe également une recension critique de l’ouvrage de Jean-Emmanuel Pondi, Le harcèlement sexuel en milieu universitaire, dans Repenser les relations internationales à partir de l'Afrique : mélanges offerts au professeur Jean-Emmanuel Pondi (Paris, L’Harmattan, 2024, pp. 673–690).
En 2022, elle publie Justice militaire et lutte contre le terrorisme au Cameroun, un ouvrage de 238 pages paru chez L’Harmattan Justice militaire et lutte contre le terrorisme au Cameroun, Paris, L'Harmattan, 21 février 2022, 238 p. (ISBN 978-2-343-25500-2, lire en ligne), p. 13-34. Elle y explore les tensions entre sécurité et respect de l’État de droit. Elle contribue aussi à l’ouvrage L’État et l’équipe nationale de football au Cameroun, dirigé par Claude Bekombo Jabea (Paris, L’Harmattan, 2021), avec un article aux pages 355 à 367, ainsi qu’aux Mélanges en l'honneur de Joseph Owona (Paris, 2021).
Dans Cameroonian Review of International Studies, elle publie en juin 2021 un article intitulé « China’s Health Silk Road under the Prism of Covid-19: Advent of a New Sanitary Order? » (pp. 92–101). Elle figure également parmi les contributeurs de l’ouvrage collectif La crise anglophone sous le prisme du droit international, publié en 2019 chez L’Harmattan.
Toujours en 2019, elle publie l’article « Le droit et la diplomatie de la peur face au péril terroriste de Boko Haram » dans la Revue africaine de droit et de science politique (volume 7, numéro 14, pp. 137–161). Elle signe aussi une contribution dans Culture, Identities and Ideologies in Africa-China Cooperation (Thabo Mbeki African Institute, 2020), un ouvrage collectif édité en Afrique du Sud.
En 2018, elle publie un article dans les actes du colloque Quelle coopération décentralisée pour une émergence réussie du Cameroun en 2035 ?, organisé à l’Institut des relations internationales du Cameroun, où elle analyse le cadre normatif camerounais de la coopération décentralisée (pp. 65–76).
Elle participe également aux actes du colloque Droit international, droits nationaux et lutte contre le terrorisme en Afrique, organisé par le département de droit international de l’IRIC en juin 2016, avec une contribution sur le thème « Droit international et terrorisme de Boko Haram au Cameroun », publiée par les Presses de l’UCAC (pp. 123–250).
Divers
- Claude Bekombo Jabea, L’État et l’équipe nationale de football au Cameroun, La lex lions indomptables de 1972 à 2014, Paris, L'Harmattan, 10 septembre 2021, 364 p. (ISBN 978-2-343-23939-2, lire en ligne), p. 355-367.
- Magloire Ondoa, Patrick E. Abane Engolo et Joseph Owona, L'exception en droit : mélanges en l'honneur de Joseph Owona, Paris, l'Harmattan / Impr. Corlet, 2021, 794 p. (ISBN 978-2-343-23329-1 et 2-343-23329-2, OCLC 1259628494, lire en ligne).
- « China`s health silk road under the prism of Covid 19,advent of a new sanitary order? » Cameroonian Review of International Studies, 03-Jun-2021, pp.92-101[20].
- Alain-Didier Olinga, CAMEROUN LA CRISE ANGLOPHONE SOUS LE PRISME DU DROIT INTERNATIONAL, EDITIONS L'HARMATTAN, 2019, 336 p. (ISBN 2-14-013651-9 et 978-2-14-013651-1, OCLC 1148939803, lire en ligne).
- « Le droit et la diplomatie de la peur face au péril terroriste de Boko Haram », Revue africaine de droit et de science politique (Yaoundé, Cameroun), Revue africaine de droit et de science politique, vol. 7, no 14, mai 2019, p. 137-161.
- Paul Zilungisele Tembe et Vusi Gumede, Culture, Identities and Ideologies in Africa-China Cooperation, South Africa, Thabo Mbeki African Institute, Africa World Press, 2020, 424 p. (ISBN 978-1-569-02695-3, lire en ligne), p. 79-110.
- « Le cadre normatif camerounais de la Coopération Décentralisé » in « Quelle coopération décentralisée pour une émergence réussie du Cameroun en 2035 ? », Actes du colloques 2-3 mai 2018, Ouvrage Institut des Relations internationales du Cameroun (IRIC), Yaoundé, (2018), p. 65-76[21].
- Batibonak, Une diplomatie au service de l’émergence du Cameroun, Paris, L’Harmattan, paris, 348 p. (ISBN 978-2-343-13996-8, lire en ligne), p. 212-257.
- « Droit international et terrorisme de Boko Haram au Cameroun », in Droit international, droits nationaux et lutte contre le terrorisme en Afrique, actes du Colloque international organisé par le Département de droit international de l'Institut des relations internationales du Cameroun (IRIC). Yaoundé, les 8, 9 et 10 juin 2016 », Yaoundé, Presses de l’UCAC, 2017, p. 123-250

### Œuvres littéraires
- En parallèle de ses activités scientifiques, Kourra Félicité Owona Mfegue publie sous le nom de plume Inna.O plusieurs recueils de nouvelles, dont Le bal des salauds (2018)[22], Les Sulfureuses, et Le Leurre, paru en 2024 aux éditions Schabel[5],[23].